# 邪典追捧
邪典追捧（英語：Cult following）是一種受到粉絲高度推崇的文化，常稱邪門經典（英語：cult classic）。該詞彙意指非主流的電影、書籍、音樂藝術家、電視劇或電子遊戲等獲得了一群狂熱粉絲的愛戴時，就會形成一股崇拜的現象。這群狂熱粉絲會對追隨的對象有著情感依戀，且常自身納入該群體的一部分。邪典媒體往往與非主流文化有關，並被認為其太過古怪或顛覆而獲得讚賞或商業上的成功。
各領域的邪典追隨者時常會透過聚會、网络社区或相關活動來彼此交流、討論自己追隨的對象。甚至還有人會創作同人小說、服裝製作（Cosplay）、仿製道具和模型與繪畫創作等方式來表達自己對追隨對象的熱情。

## 另見
- 邪典電影
- 地下音樂
- 驚喜賣座（英语：Sleeper hit）

## 延伸閱讀
- Jancik, Wayne; Lathrop, Tad. . Pocket Books. 1996.